# Heteroteuthis ryukyuensis
Heteroteuthis ryukyuensis is een inktvissensoort uit de familie van de Sepiolidae. De wetenschappelijke naam van de soort is voor het eerst geldig gepubliceerd in 2009 door Kubodera, Okutani & Kosuge.